# Drosera sessilifolia
Drosera sessilifolia es una especie de planta carnívora perteneciente al género Drosera. 

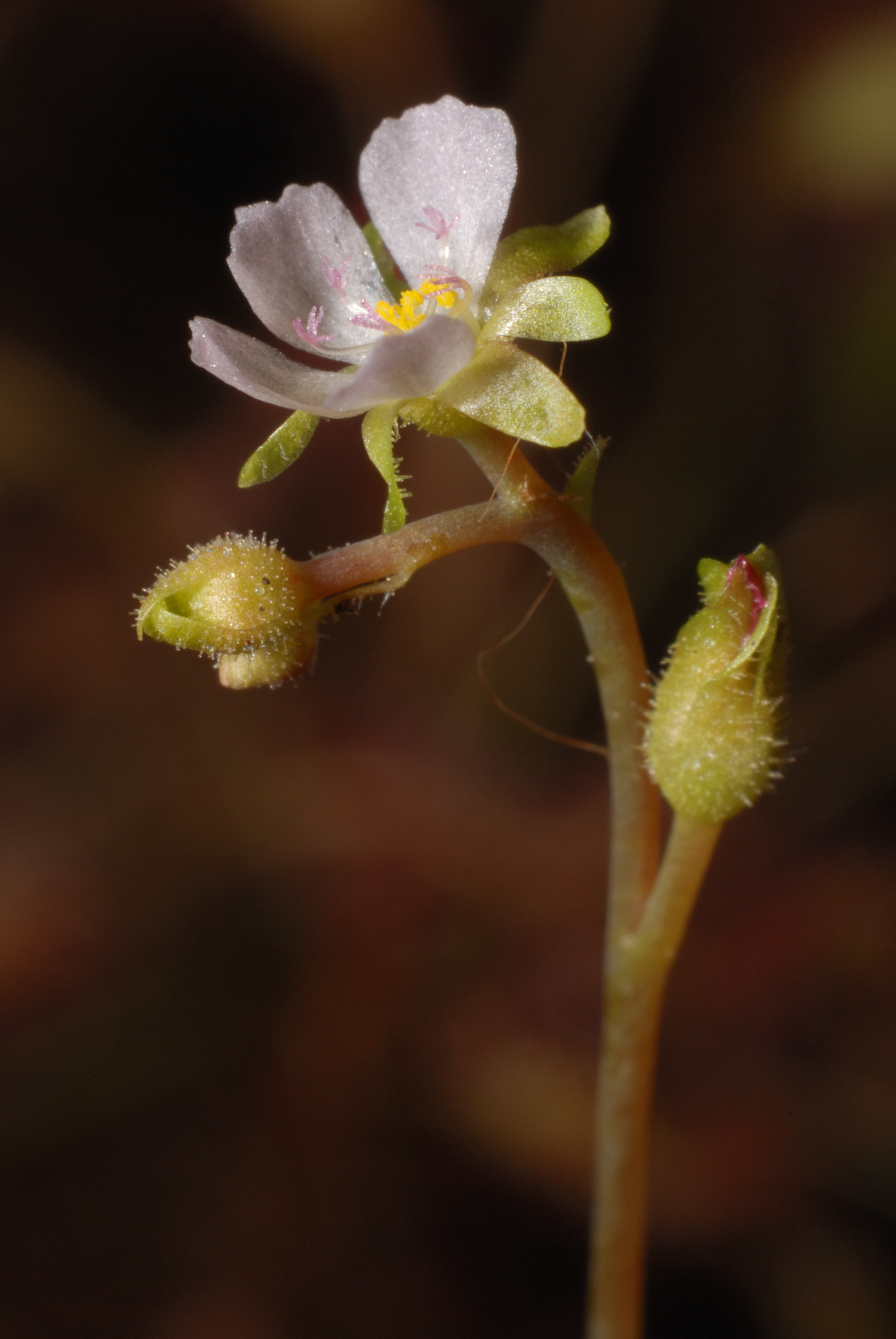
Detalle de la flor

## Descripción
Produce una roseta de pequeñas hojas carnívoras, en forma de cuña que suelen ser de color amarillento, pero cambian a rojo con la edad. Las inflorescencias son de color rosa-lila. Tiene una dotación cromosómica 2n = 20.
Esta especie es comúnmente confundida con Drosera burmannii con la cual se encuentra emparentada genéticamente. 

## Distribución y hábitat
Es originaria de Sudamérica encontrándose en el centro de Brasil, Venezuela y Guyana. Crece en suelos arenosos o de grava en las filtraciones de temporada donde se acumula una delgada película de agua. 

## Taxonomía
Drosera sessilifolia fue descubierta por el botánico francés Augustin Saint-Hilaire y su descripción fue publicada en Histoire des plantes les plus remarquables du Bresil ... 1: 259-260, t. 25a. en el año 1824.
Etimología
Drosera: tanto su nombre científico –derivado del griego δρόσος (drosos): "rocío, gotas de rocío"– como el nombre vulgar –rocío del sol, que deriva del latín ros solis: "rocío del sol"– hacen referencia a las brillantes gotas de mucílago que aparecen en el extremo de cada hoja, y que recuerdan al rocío de la mañana.
sessilifolia: epíteto latino que significa "con hojas sésiles, sin peciolo".
Sinonimia
- Drosera sessiliflora G.Don, Gen. Hist. 1: 344 (1831), orth. var.
- Drosera dentata Benth., J. Bot. (Hooker) 4: 105 (1842).[5][6]